# Лаука (річка)
Річка Лаука (ісп. Río Lauca) — річка в Чилі (в чилійській частині Альтіплано, в регіоні Аріка і Парінакота) і Болівії. Річка пересікає Анди і вливається в болівійське озеро Койпаса.
Річка починається від озера Котакотані, з якого витікає річка Десаґуадеро (Desaguadero), із стоком від 100 до 560 л/с (середній 260 л/с), та в районі болота Бодефаль-де-Парінакота зливається з кількома струмками, формуючи власне річку Лаука. У верхній течії річка протікає через Національний парк Лаука в провінції Парінакота. Потім річка тече на захід, пересікаючи Кордильєру-Сентраль або Чапикінья, що змушує річку повернути на південь. Біля вулкану Ґуаятірі річка знову повертає, на схід у бок Болівії, та пересікає кордон на висоті 3 892 м зі стоком 2,6 м³/с. Чилійська частина басейну річки становить близько 2 350 км².
На території болійвійського Альтіплано, Лаука збирає води річок Сахама і Койпаса, збільшуючи стік до 8 м³/с, повертаючи на південь і вливаючись у озеро Койпаса, біля солончака Салар-де-Койпаса.
Протягом 1930-х років чилійський уряд почав використання гідроресурсів річки для ірригації долини Асапа, що викликало протести з боку Болівії через зміну течії міжнародної річки. Чилі не погодилася, стверджуючи що річка потрапляє в Болівію в тому ж місці, а використання вод Бодефал-де-Парінакота є внутрішнею справою Чилі. В результаті питання викликало дипломатичний скандал, що розпочався в 1939 році і закінчився лише в 1960-х роках.